# Jay McInerney

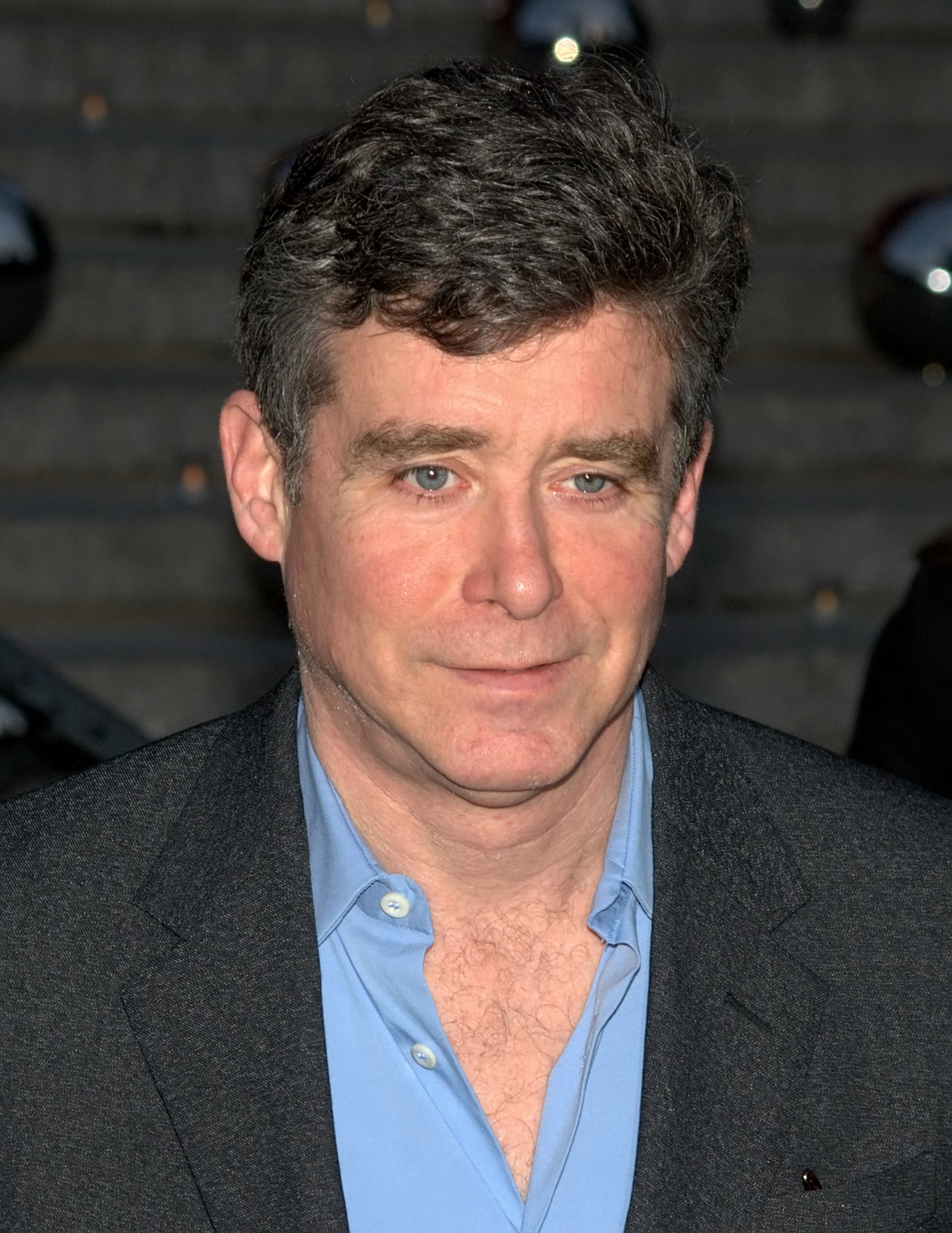
Jay McInerney (2010)

John Barrett McInerney Jr. (* 13. Januar 1955 in Hartford, Connecticut) ist ein US-amerikanischer Schriftsteller.

## Leben
McInerney wuchs in London, Vancouver, Tokio und New York City auf. Er ist dreifach geschieden und hat zwei Kinder.
Angefangen hat der Bestseller-Autor McInerney als Faktenprüfer beim New Yorker. Sein Debütroman Ein starker Abgang fing den Zeitgeist der 1980er Jahre ein und wurde schnell zum Kultbuch. Er wurde 1988 mit Michael J. Fox in der Hauptrolle verfilmt.
Mit Bret Easton Ellis bildete McInerney in den 80er Jahren den prominentesten Teil des literarischen Brat Packs. 2005 hatte McInerney einen Cameo-Auftritt in Ellis Roman Lunar Park. Ellis ließ schon 1999 eine Figur aus McInerneys Roman Ich nun wieder in seinem Roman Glamorama auftreten.
Die Figur des Eli Cash, gespielt von Owen Wilson, in dem Spielfilm Die Royal Tenenbaums basiert lose auf McInerney.

## Werke
Liste der Romane:
- 1984: Ein starker Abgang (Bright Lights, Big City)
- 1985: Einhandklatschen in Kyoto (Ransom)
- 1988: Ich nun wieder (Story of My Life)
- 1992: Alles ist möglich (Brightness Falls)
- 1997: Das Haus Savage (The Last of the Savages)
- 1998: Letzter Schrei (Model Behavior)
- 2001: How It Ended
- 2002: Bacchus and Me: Adventures in the Vine Cellar
- 2006: Das gute Leben (The Good Life)
- 2016: Bright, Precious Days

## Verfilmungen
- 1988: Die grellen Lichter der Großstadt (Bright Lights, Big City) (IMDb)
- 1998: Gia – Preis der Schönheit (Drehbuch) (IMDb)